# Jugoslovanska hokejska liga 1951/52
Sezona 1951/52 jugoslovanske hokejske lige je bila deveta sezona jugoslovanskega prvenstva v hokeju na ledu. Naslov jugoslovanskega prvaka so tretjič osvojili hokejisti srbskega kluba HK Partizan Beograd. O naslovu prvaka je odločal turnir v Ljubljani, ki je potekal med 29. januarjem in 2. februarjem 1952.

## Lestvica
| Klub                   | OT | Z | N | P | DG | PG | GR  | Toč |
| ---------------------- | -- | - | - | - | -- | -- | --- | --- |
| 1. HK Partizan Beograd | 3  | 3 | 0 | 0 | 23 | 4  | +19 | 6   |
| 2. S.D. Zagreb         | 3  | 2 | 0 | 1 | 16 | 15 | +1  | 4   |
| 3. HK Ljubljana        | 3  | 1 | 0 | 2 | 7  | 15 | -8  | 2   |
| 4. KHL Mladost Zagreb  | 3  | 0 | 0 | 3 | 11 | 23 | -12 | 0   |